# Абэ, Ёситоси
Ёситоси Абэ (яп. 安倍吉俊 Абэ Ёситоси, р. 3 августа 1971 года в Токио) — японский график, сценарист, иллюстратор, фотограф, мангака и художник по персонажам.

## Биография
Окончил Токийский университет искусств на факультете «Японская живопись». Получил учёную степень магистра. Работы отличаются резкими, небрежными линиями и штрихами, своеобразным стилем. В процессе создания иллюстраций не использует линейку, как делает большинство его коллег. Почти не применяет яркие краски, отдавая предпочтение тёмным, пастельным тонам. Как правило, записывает имя латиницей — «Yoshitoshi ABe», с заглавной «B» в «ABe».
Прославился работой над аниме «Эксперименты Лэйн» (режиссёр — Рютаро Накамура) в качестве иллюстратора и концепт-дизайнера. Кроме того, известен дизайном персонажей сериалов Texhnolyze и NieA under 7. Является автором додзинси «Союз Серокрылых», впоследствии — одноимённого аниме. Сериалы «Эксперименты Лэйн» и Texhnolyze создавал совместно со своим другом и коллегой Тиаки Конакой.
Изучал японское искусство в школе, начал карьеру в Токио. Увлечение граффити опроверг в интервью на Crunchyroll Expo 2018: «Это неправда. Я даже не брал в руки баллончик с краской». Существует мнение, что мрачная, пугающая атмосфера, характерная для большинства работ Абэ, зародилась в этот период его жизни.
Технически подкован, использует современные гаджеты: нередко рисует наброски пальцем, используя приложение для iPad. Опубликовал два из своих додзинси, миновав печатных издателей — Pochiyama at the Pharmacy (2008), ориентированную на iPhone и iPod Touch, и I am an Alien, I have a Question для Amazon Kindle.
Начинал, как и многие, с карандаша и листа. Применял Painter и Photoshop, создавал библиотеки текстур. По его мнению, компьютер значительно упрощает работу, иначе художник должен покупать материалы и готовить краски, что занимает много времени. Предпочитает Mac.
В 2009 году Абэ объявил о начале работы над новым аниме Despera вместе с Рютаро Накамурой и Тиаки Конакой. Но в 2010 году здоровье режиссёра ухудшилось, проект был заморожен. В 2013 году Накамура скончался. В 2015 году Абэ сказал, что сериалом будет заниматься новый режиссёр. В 2018 году Конака сообщил, что они приложат все усилия: проблемой является не только финансирование, но и планирование в современной аниме-индустрии. В 2021 году стало известно, что Despera профинансирована на 80 % и основной персонал неустанно работал до тех пор, пока производство не было приостановлено из-за пандемии COVID-19. Конака подчеркнул, что официального объявления следует ожидать в 2022 году.
С 7 по 29 августа 2021 года в токийской художественной галерее Space Caiman прошла выставка работ Абэ под названием Haibane Renmei and Other. Кроме «Союза Серокрылых» туда вошли «Эксперименты Лэйн», NieA 7 и Texhnolyze.

## Работы

Обложка додзинси Ёситоси Абэ Yakkyoku no Pochiyama-san

### Аниме
- «Эксперименты Лэйн» (дизайн персонажей, иллюстрации), телесериал, 1998
- NieA under 7 (дизайн персонажей, сценарий, иллюстрации), телесериал, 2000
- «Союз Серокрылых» (оригинальный сюжет, сценарий, дизайн персонажей, иллюстрации), телесериал, 2002
- Texhnolyze (дизайн персонажей, иллюстрации), телесериал, 2003
- Hell Girl (эпизод 13, настенные рисунки и наброски персонажа), 2007
- RErideD: Derrida, who leaps through time (дизайн персонажей), 2018
- Housing Complex C (дизайн персонажей), 2022
- Despera (дизайн персонажей), проект в разработке

### Артбуки
- Serial Experiments Lain — An Omnipresence in Wired, май 1999
- NieA_7 — Scrap, июль 2001
- Haibane Renmei — In the Town of Guri, in the Garden of Charcoal Feathers (яп. グリの街、灰羽の庭で Guri No Machi Haibane No Niwa), декабрь 2003
- yoshitoshi ABe lain illustrations (новая версия An Omnipresence in Wired), декабрь 2005
- Gaisokyu (яп. 垓層宮), август 2007
- Despera (Roman Album) (яп. ですぺら 大正電脳ダダイズム絵巻 (ロマンアルバム)), апрель 2011

### Додзинси
- Ame no furu basho (манга), сентябрь 1994
- Furumachi (манга), декабрь 1995
- Furumachi CD (додзинси на диске для PC), май 1996
- Shooting Star (манга), декабрь 1996
- Shirasame (White Rain, манга), июль 1997
- Sui-Rin, август 1998
- Charcoal Feather Federation (Haibane Renmei), декабрь 1998
- T.Prevue Version 0.9, август 1999
- Faces, декабрь 1999
- K.S.M.E (манга), июль 2000
- Sketches, сентябрь 2000
- Essence, апрель 2001
- NieA Under 7 — Under, август 2001
- Old Home no Haibane Tachi 1 (The Haibanes of Old Home, манга, глава 1), август 2001
- Old Home no Haibane Tachi 2 (The Haibanes of Old Home, манга, глава 2), декабрь 2001
- Haibane Seikatsu Nisshi (Haibane Lifestyle Diary), июль 2002
- Old Home no Haibane Tachi Extra (The Haibanes of Old Home Extra, манга), декабрь 2002
- Ryuu Tai, июль 2003
- Not Found, декабрь 2003
- Haibane Renmei — Kyakuhonshuu vol.1, август 2004
- Haibane Renmei — Kyakuhonshuu vol.2, декабрь 2004
- Haibane Renmei — Kyakuhonshuu vol.3, декабрь 2004
- Miscellaneous, декабрь 2004
- GRID, июль 2005
- Haibane Renmei — Kyakuhonshuu vol.4, август 2005
- Haibane Renmei — Kyakuhonshuu vol.5, декабрь 2005
- Yakkyoku no Pochiyama-san (манга), декабрь 2005
- Haibane Renmei — Kyakuhonshuu vol.6, август 2006
- Yakkyoku no Pochiyama-san 2.0 (манга), август 2006
- Haibane Renmei — Kyakuhonshuu vol.7, декабрь 2006
- Haibane Renmei — Kyakuhonshuu vol.8, декабрь 2006
- Uchujin Desuga Shitsumon Desu (I am an Alien, I have a Question, манга), декабрь 2006
- Yakkyoku no Pochiyama-san 3.0 (манга), август 2007
- Pen Drawings, август 2007
- Easy Drawings 2007 winter, декабрь 2007
- Uchujin Desuga Shitsumon Desu 02 (I am an Alien, I have a Question 02, манга), декабрь 2007
- Gairo (альбом-превью), 2007
- f.p.o. (Fixed Point Observation), август 2008
- Ryuhshika Ryuhshika (манга), август 2008
- Ryuhshika Ryuhshika Uso Setteishiryoushuu (дополнительные материалы и реклама манги), август 2008
- Yakkyoku no Pochiyama-san 4.0 (манга), август 2008
- Ideasketch 2008 Winter, декабрь 2008
- Human body rough sketch collection, август 2009
- Doodles 2009 Winter, декабрь 2009
- Junshoku Keiji Settei Shiryou Shuu, декабрь 2009
- color/monochrome, август 2010
- Isolated City vol.1, август 2010
- C.H.R 2010 Winter, декабрь 2010
- Isolated City vol.2, декабрь 2010

### Манга
- Ame no Furu Basho (дебютная), апрель 1994
- NieA Under 7 vol.1, июнь 2001
- NieA Under 7 vol.2, август 2001
- Kaira (яп. 回螺) (сборник манги), август 2008
- Ryuhshika Ryuhshika (яп. リューシカ・リューシカ) vol.1, июнь 2010
- Ryuhshika Ryuhshika (яп. リューシカ・リューシカ) vol.2, май 2011

### Видеоигры
- Wachenröder (игра на Sega Saturn), 1998
- Serial Experiments Lain (игра на PlayStation), 1998

### Совместные работы, участие
- Tarame Paradise (журнал додзинси, манга), 1997—2004
- Tokimeki-Shitsumon Bako (журнал додзинси, манга), 1997—2003
- The Great Pictoral Guide of Uki-Uki in the World '98 (журнал додзинси, манга), 1998—2002
- FLAT (сборник манги), 1999
- Akai Kiba (Red Fang, сборник манги, обложка, манга), 2002
- Foo Swee Chin — Muzz 1-2 (додзинси художника Foo Swee Chin, манга), 2004
- All You Need Is Kill 1-4 (лайт-новел, обложка, иллюстрации), 2004
- rule — Fa Documenta 003 (альбом Range Murata, иллюстрации), 2004
- ROBOT: Super color comic (сборник манги, тома 1-10, манга), 2004—2008
- CG Coloring Vol. 7 (пособие, том 7, иллюстрации), 2007
- Lord of Vermilion (карточная игра, карта), 2007
- Living Dead Fastener Lock 1-2 (лайт-новел, обложки, иллюстрации), 2009
- Headphone Girls — A Pictorial Book (сборник иллюстраций, иллюстрация), 2009

### Оформление обложек
- Bôa — Tall Snake EP (музыкальный альбом), 1999
- Kami no Keifu 1-3 (лайт-новел), 2000—2002
- Kimiyo Wasurenaide (манга), 2001
- Negative Happy Chainsaw Edge 1-2 (лайт-новел), 2001—2004
- Welcome to the N.H.K. 1-2 (лайт-новел), 2002
- Chojin Keikaku (лайт-новел), 2003
- Gackt — Tsuki no Uta (музыкальный альбом), 2003
- Sakyo Komatsu (лайт-новел), 2004
- Sakata aki ra no Suuretsu ga Omoshiroi (манга), 2004
- Slip — «S» Manga Collection (сборник манги), 2005
- Akiramoto Tagura (лайт-новел), 2005
- Riya — Love Song (музыкальный альбом), 2005
- S-F Magazine № 4 (ежемесячный журнал), 2005
- The Chojin Project (лайт-новел), 2006
- Ryuusuke Narai. The Genealogy of Gods (лайт-новел), 2006
- Let’s Listen to Doujin Music (путеводитель), 2007
- Васэи Тикада — Cyberia Layer:03 (музыкальный альбом), 2019

### Прочее
- «AB Note» yoshitoshi ABe Sketchbook (альбом набросков, продававшийся на выставке GoFa), 2003
- «GoFa Portfolio Collection A» (20 листов А4 с распечатками, тираж — 100 экземпляров, продавались на выставке GoFa), 2003
- «GoFa Portfolio Collection B» (20 листов А4 с распечатками, тираж — 100 экземпляров, продавались на выставке GoFa), 2003